# Topsport Vlaanderen-Baloise/2014
Deze pagina geeft een overzicht van de Topsport Vlaanderen-Baloise-wielerploeg in 2014.

## Algemeen
Algemeen manager: Christophe Sercu
Ploegleiders: Walter Planckaert, Luc Colyn, Hans De Clercq, Andy Missotten
Fietsmerk: Eddy Merckx

## Renners

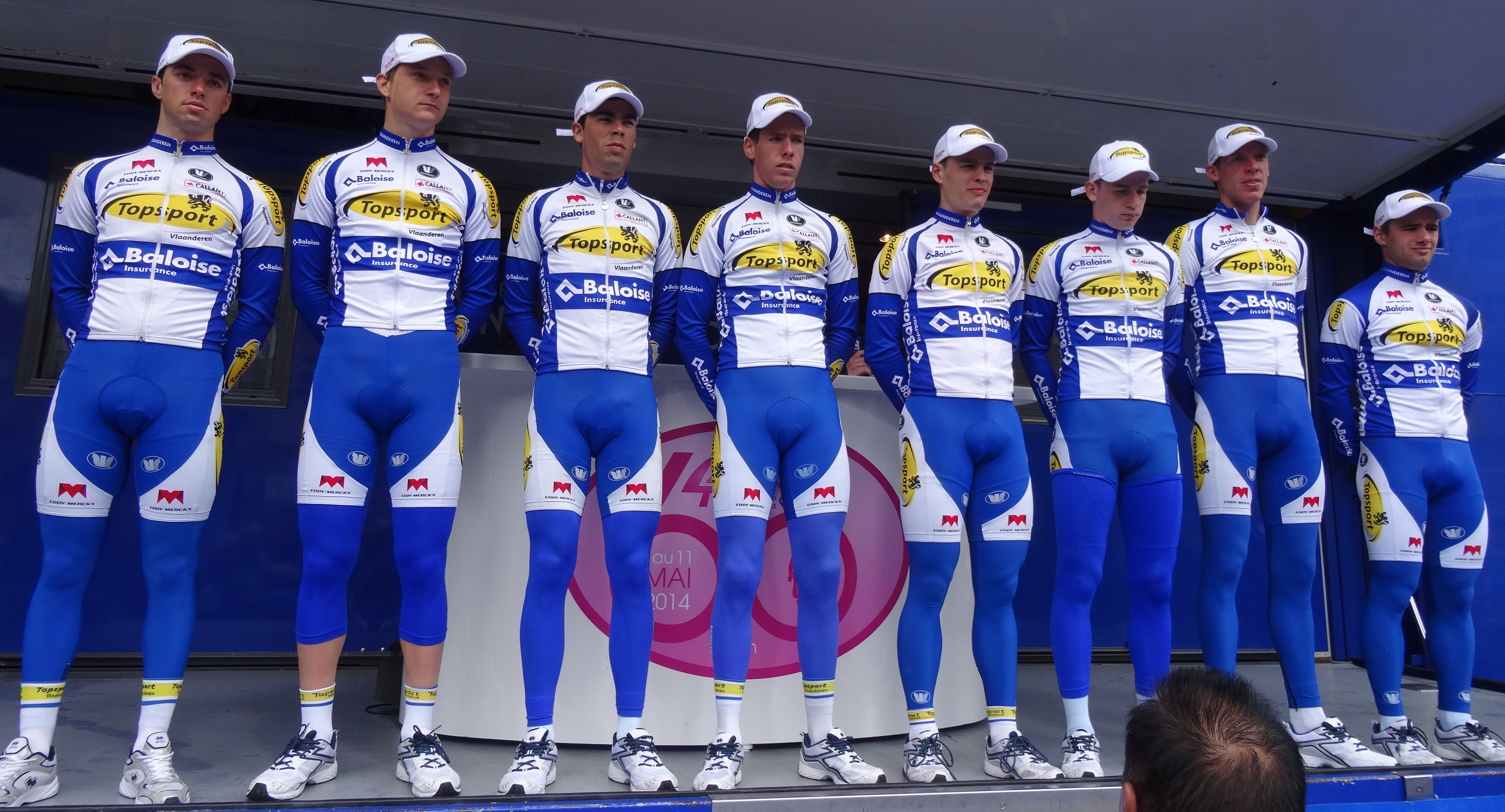

| Naam                 | Geboortedatum | Nationaliteit | Ploeg 2013     |
| -------------------- | ------------- | ------------- | -------------- |
| Victor Campenaerts   | 28-10-1991    | België        | Neo            |
| Moreno De Pauw       | 12-08-1991    | België        | Neo            |
| Jasper De Buyst      | 24-11-1993    | België        |                |
| Kevin De Jonghe      | 04-12-1991    | België        |                |
| Kenny De Ketele      | 05-06-1985    | België        |                |
| Tim Declercq         | 21-03-1989    | België        |                |
| Sander Helven        | 30-05-1990    | België        |                |
| Pieter Jacobs        | 06-06-1986    | België        |                |
| Yves Lampaert        | 10-04-1991    | België        |                |
| Eliot Lietaer        | 15-08-1990    | België        |                |
| Jonas Rickaert       | 07-02-1994    | België        | Neo            |
| Jarl Salomein        | 27-01-1989    | België        |                |
| Thomas Sprengers     | 05-02-1990    | België        |                |
| Stijn Steels         | 21-08-1989    | België        | Crelan-Euphony |
| Edward Theuns        | 30-04-1991    | België        | Neo            |
| Tom Van Asbroeck     | 19-04-1990    | België        |                |
| Preben Van Hecke     | 09-07-1982    | België        |                |
| Gijs Van Hoecke      | 12-11-1991    | België        |                |
| Michael Van Staeyen  | 13-08-1988    | België        |                |
| Kenneth Vanbilsen    | 01-06-1990    | België        |                |
| Arthur Vanoverberghe | 29-08-1988    | België        |                |
| Pieter Vanspeybrouck | 10-02-1987    | België        |                |
| Otto Vergaerde       | 15-07-1994    | België        | Neo            |
| Zico Waeytens        | 29-09-1991    | België        |                |
| Jelle Wallays        | 11-05-1989    | België        |                |

## Overwinningen
GP La Marseillaise
Winnaar: Kenneth Vanbilsen
Ster van Bessèges
1e etappe: Sander Helven
Ronde van Oman
Strijdlustklassement: Preben Van Hecke
Ruta del Sol
Bergklassement: Tom Van Asbroeck
Grote Prijs van Cholet-Pays de Loire
Winnaar: Tom Van Asbroeck
Driedaagse van De Panne-Koksijde
Rushesklassement: Stijn Steels
Strijdlustigste renner: Stijn Steels
Ronde van de Sarthe
Bergklassement: Thomas Sprengers
Ronde van België
Strijdlustklassement: Yves Lampaert
Boucles de la Mayenne
2e etappe: Eliot Lietaer
Puntenklassement: Tom Van Asbroeck
1994 · 1995 · 1996 · 1997 · 1998 · 1999 · 2000 · 2001 · 2002 · 2003 · 2004 · 2005 · 2006 · 2007 · 2008 · 2009 · 2010 · 2011 · 2012 · 2013 · 2014 · 2015 · 2016 · 2017· 2018· 2019 · 2020 · 2021 · 2022 · 2023 · 2024 · 2025